# Supercoppa del Belgio 2018
La Supercoppa del Belgio 2018 è stata la trentottesima edizione della Supercoppa del Belgio.
Si è svolta in un incontro unico il 22 luglio del 2018 tra il Club Bruges, vincitore del campionato, e lo Standard Liegi, che ha trionfato nella coppa nazionale.
Ad aggiudicarsi il trofeo è stato il Club Bruges, vincitore della competizione per la quindicesima volta.

## Tabellino
| Arbitro: | Bart Vertenten |

|                        |           |                     |
| Vanaken 39’ Wesley 43’ | Marcatori | 49’ Edmílson Junior |

| Club Brugge | Standard Liegi |